# أحبك وأحب كل من يحبك (أغنية)
أحبك وأحب كل من يحبك هي أغنية عراقية تعود للعام 1956. لاقت شعبية كبيرة في الشرق الأوسط. وتعود هذه الأغنية في أصلها إلى الفلكلور العراقي وتحديدًا إلى الفنان العراقي ناظم الغزالي صاحب أغنية «فوق النخل» والتي لاقت شعبية كبيرة أيضا في الشرق الأوسط، وله العديد من الأعمال الناجحة، سجلت الأغنية في الكويت في الستينات، في حين تم إنتاجها في الخمسينات سنة 1956، وغناها العديد من المغنين بعد ذلك منهم الفنانة اللبنانية سميرة توفيق بالإضافة إلى ماجد المهندس ونانسي وغيرهم من الفنانين.

## كلمات الأغنية
يقول ناظم الغزالي في كلمات أغنيته الشهيرة «أحبك وأحب كل من يحبك» باللهجة العراقية:
- أحبك وأحب كل من يحبك
- وأحب الورد جوري عمنه بلون خدك
- أحبك
- حبيت ورد الرمان خدك شقايق نعمان
- حبيت عود الريحان ميال يشبه خدك
- أحبك
- خصرك يا مدلول أنحيل ويه الهوى الهب ايميل
- ما ينجلي سواد الليل لو ما يتشعشع خدك
- أحبك
- أهوى البدر من أجلك لو كِمل ويتم مثلك
- لا تِظن قلبي يملك بس لا تخالف وعدك
- أحبك
- أهوى الليالي القمرة وأهوى الورد به حمرة
- أهوى عيون الخضرة ربك جمعهن عندك
- أحبك

## معلومات عن الأغنية
كلمات: جبوري النجار، ألحان: ناظم نعيم، غناء: ناظم الغزالي، إشراف موسيقي: جميل بشير، وسجلت في الكويت والتي كانت محطته الأولى وفأحيا فيها عدة حفلات سجلت لصالح تلفزيون الكويت في الستينات، تم إنتاجها في الخمسينات سنة 1956.
| المغني أو صاحبها | نوع الأغنية | ألحان     | كلمات        | سنة الإنتاج | الإشراف الموسيقي    |
| ---------------- | ----------- | --------- | ------------ | ----------- | ------------------- |
| ناظم الغزالي     | عراقية      | ناظم نعيم | جبوري النجار | 1956        | الموسيقار جميل بشير |